# Willy Günther
Willy Günther (* 4. November 1937 in Wachstedt; † 7. Februar 2023 in Dambeck) war ein deutscher Maler und Grafiker.

## Leben und Werk
Willy Günther wurde im Eichsfeld in eine Zigarrenmacher-Familie geboren. Nach dem Abitur besuchte er in der DDR von 1956 bis 1959 die Arbeiter- und Bauernfakultät für Bildende Künste an der Hochschule für Bildenden Künste Dresden. Danach arbeitete er vorübergehend im Mitteldeutschen Industrieofenbau Hainichen. Von 1960 bis 1965 studiert Günther Freie Graphik und Malerei an der Dresdener Hochschule für Bildenden Künste. Sein Diplom machte er bei Hans Theo Richter. Ab 1965 lebte und arbeitete er als freier Künstler in Herrnhut, von 1969 bis 1972 in Dresden. Dann zog er nach Drispeth, wo er zur Künstlerkolonie Drispeth gerechnet wurde.
Er arbeitete in Ateliers in Drispeth und Freiberg. Finanziell sicherte sich Günther neben Aufträgen von Betrieben über Grafiken, Bilder und Gestaltung großflächiger Werke durch regelmäßige Malzirkel und Plainairs in Mecklenburg-Vorpommern und Sachsen ab. Unter anderem im Kulturhaus Spremberg, in Löbau, in Neustadt-Glewe und in einem Viehzuchtbetrieb in Losten bei Bad Kleinen. Willy Günther starb am 7. Februar 2023 in Dambeck. Er hinterlässt sechs Kinder und ein umfangreiches Werk.
Günther war 1982/1983 und 1987/1988 auf den Kunstausstellungen der DDR vertreten und nahm unter anderem 1973 an Pleinairs in Gager, 1973 in Juliusruh und in den 70er Jahren auf Mönchgut teil. Günthers bevorzugte Technik ist in den letzten 40 Jahren die Gouache. Er reiste regelmäßig und hatte auch Ausstellungen und -Beteiligungen in Polen, Tschechien, Bulgarien, Rumänien. 1989 erhielt er den Fritz-Reuter-Kulturpreis. Wegen seiner Kontakte zu kritischen Künstlern in  Drispeth und seiner unkonventionellen Lebensweise geriet er in das Visier der Staatssicherheit. Sie schrieb 1981 in einem Bericht über ihn: „...muß eingeschätzt werden, daß er ein sehr potenter Maler und Grafiker ist“. Seine fordernde, impulsive Art machte den Umgang mit ihm nicht immer leicht.
Werke Günthers befinden sich u. a. im Kupferstichkabinett Dresden, in den Brandenburgische Kunstsammlungen Cottbus, im Staatlichen Museum Schwerin und im Historischen Museum Hanau Schloss Philippsruhe.

## Rezeption
„Die Farbe ist sein Markenzeichen. Hier ein kräftiges Blau oder ein sattes Grün, dort harmonieren ein leuchtendes Rot und ein dichtes Gelb. Expressiv kombiniert und auf Papier gebracht. Mal als Akt oder Porträt, mal als Menschengruppe oder Landschaft. Der Maler Willy Günther schafft es mit seinen Gouachen, dass die Blicke der Betrachter nicht an ihnen vorbeikommen. In der Tradition der Expressionisten hat Günther seine eigene Farb- und Formgebung entwickelt. Eine bestechende Handschrift, die von der existentiellen Notwendigkeit ästhetischen Schaffens Zeugnis ablegt.“
„Seine konsequente Bearbeitung klassischer Themen der Malerei – mit dem Menschen und der Landschaft im Zentrum – orientierte sich an den Avantgarden der Moderne und kam damit in der DDR einem politischen Statement gleich.“

## Werke (Auswahl)
- Folge Der Mensch auf dem Lande (Gouachen; 1980/1981; u. a. Facharbeiterin und Schweinezuchtanlage L.; ausgestellt 1982/1983 auf der IX. Kunstausstellung der DDR)[4]
- Urlaub (Gouache; 2010)[5]
- Wandertour (Gouache; 2013)[5]

## Ausstellungen (Auswahl)
- 1972 Dresden, Galerie Kunst der Zeit
- 1974 und 1994/1995 Dresden, Leonhardi-Museum
- 1975 Wismar, Schabbelhaus
- 1978 Neustrelitz, Museum der Stadt Neustrelitz
- 1979 Berlin, Galerie Arkade
- 1980 Karl-Marx-Stadt, Pablo-Neruda-Club
- 1981 Schwerin, Galerie am Dom
- 1982 Dresden, Galerie Nord
- 1983/84 Poel, Museum Poel
- 1984 Gadebusch, Galerie Gadebusch
- 1985 Berlin, Galerie Mitte
- 1987 Schwerin, Galerie am Pfaffenteich
- 1988 Erfurt, Predigerkloster
- 1990 Chemnitz, Galerie Oben
- 1990 Schwerin, Galerie am Dom
- 1992 Hanau, Galerie 88
- 1993 Lübstorf, Schloss Wiligrad
- 2005 Berlin, Galerie Sophienedition (mit Sylvia Hagen)
- 2015 Ludwigslust, Gelber Salon
- 2020 Schwerin, Kunstverein Schwerin und Finanzministerium Mecklenburg-Vorpommern
- 2020 Sellin, Galerie Hartwich